# الاعتراف (رواية)
الاعتراف  رواية إماراتية للكاتب الإمارتي علي أبو الريش.وقع اختيارها كواحدة من ضمن أفضل مائة رواية عربية.

## القصة
تبدأ الرواية بسهيل والد صارم الذي عُثر عليه مقتولًا في بستانه برأس الخيمة. الخبر الذي نزل كالصاعقة على صارم، الذي عزم هو الآخر على الانتقام والأخذ بثأر أبيه. لكن كما تجري الرياح بما لا تشتهي السفن، فإن صارم، بدل أن يركز على هدفه وثأره، سيدخل إلى عالم الحب وسيقع في حب رحاب، التي تكون أخت محمد، صديق صارم المقرب. وهي شخصية موازية لشخصية صارم. ومحمد هو الآخر كان واقعًا في حب أخت صارم. كان صارم يعيش حياة مشحونة مع والده سرحان، الذي كان يعامله بصرامة وكان قاسيًا في تعامله معه. لكن الشيء الصادم في هذه الرواية هو أن سرحان والد محمد هو من قتل سهيل والد صارم، وكان هذا سرًا يكتمه محمد في خاطره بعدما أخبره به والده أثناء احتضاره. وهنا تنقسم شخصية صارم إلى قسمين: قسم يحاول البوح بكل ما حدث، لكن عواقب هذا القرار ستكون وخيمة لأنه سيتعرض للألم والخذلان وسيخسر أقرب صديق له. أما القسم الآخر، والذي يعتمد على الصمت وعدم إفشاء السر، فسوف يحافظ على علاقته مع صديقه كما كانت، وسيتجنب الألم والغفران.

## نبذة عن الكاتب
يعتبر الأديب علي أبو الريش من الأدباء الذين استهواهم فن الرواية فأبدع فيه ، ويعد من أهم من كتبوا الرواية في الإمارات فقد قدم للمكتبة عشر روايات فكان بهذا من أغزر الكتاب بالمارات ، وتعد تجربته الروائية التي تعتمد على استلهام التراث العربي والانساني توثيقا ابداعيا ، يتجلى فيها الحس الوطني . كما تبرز لديه الحياة الانسانية في تناقضاتها ، والغربة التي يعيشها الانسان العربي ، وهو مهتم بفنه الروائي وتطوير أدواته .. يتمتع بمخزون لغوي ومخزون معرفي يستمد منه مادته ولغته الروائية . أنتج بالاضافة الى الروايات العشر مجموعة قصصية ومجموعة نثرية ، وقد حازت روايته ( الاعتراف ) على تصنيفها من بين اهم مائة رواية عربية على والمستوى العربي . حيث تحدث المؤلف عن روايته 